# Castelvisconti
Castelvisconti (Castelviscùunt in dialetto soresinese) è un comune italiano di 314 abitanti della provincia di Cremona, in Lombardia. Il patrono è Santa Maria della Scala, festeggiata l'8 settembre. Il paese fa parte del Parco Regionale Oglio Nord, delle Terre dei Navigli e delle Terre di Mezzo.
Il paese è situato in un territorio lievemente collinare, ambiente inusuale per il territorio cremonese, che anche grazie alla salita che porta al paese (0,5 km al 6,5%) è un punto di riferimento per molti ciclisti della zona.

## Storia
Il paese sul confine di Stato fra Milano e Venezia fu feudo Visconteo.
Nelle mappe esisteva fin da prima il 26 giugno 995, testimonianza ne è una pergamena (Biblioteca statale di Cremona, fondo Robolotti), con il nome di Pratobisio. Successivamente l'affermarsi di Castel Visconti è probabilmente dovuta alla posizione strategicamente dominante e di controllo rispetto al fiume Oglio, tanto è vero che il paese era stato fortificato e munito di castello, per la difesa dell'abitato, nei tempi trasformato in cascinale, ma ove tuttora si conservano diverse parti della vecchia fortificazione.
Castel Visconti costituiva un'importante via di comunicazione oltre che il confine di stato tra Milano e Venezia. Godeva di una sorta di esenzione dai versamenti di imposte e tasse ai Visconti, e le entrate era libero di riutilizzarle in proprio.
Nello stemma comunale è racchiusa in emblema la sua storia. Il paese, feudo visconteo dal 1391 in avanti, fino al secolo XVIII: un castello turrito e un serpente vorace con nelle fauci un fanciullo, simbolo della potente famiglia dei Visconti. Come è attestato dal nome, fu donato nel XIV secolo da Regina della Scala, moglie di Bernabò Visconti, figlio di Gian Galeazzo Visconti ai canonici di S. Maria della Scala, chiesa collegiata esistente a Milano sul luogo dove oggi sorge il teatro omonimo.
Demolita la chiesa milanese della Scala per far posto all'attuale Teatro, parte dei numerosi arredi fu destinata alla parrocchiale di Castelvisconti. Fra le altre cose giunsero qui la campana grande della torre, le acquasantiere di marmo rosso, i cassa banchi della sacrestia, le banche in noce del coro, il prezioso cancelletto in ferro battuto adorno dell'emblema scaligero, e le statue lignee dell'Assunta (sopra l'altare Maggiore), e delle sante Anna e Veronica (nella cappella invernale).
Furono i canonici milanesi a determinare le sorti del borgo e a prendersi cura attiva della fertile campagna circostante, ricca di acqua, provvedendo anche a deviare il corso del fiume che la minacciava.
Sull'abitato e sul territorio domina l'imponente chiesa parrocchiale settecentesca, alta sulle scarpate che scoscendono fino al fiume, creando uno dei paesaggi più ondulati e mossi della nostra campagna provinciale. Bellissimi punti di osservazione si colgono nell'arrivare a Castelvisconti dai vicini Bordolano, Casalbuttano, Azzanello, Borgo S. Giacomo.
La chiesa, intitolata a S. Maria della Scala rappresenta il lascito al paese dei Canonici che ne avviarono la costruzione nel 1747 e la aprirono al culto il 22 novembre del 1772, in una zona al riparo dalle piene del fiume Oglio, alle quali era soggetta la chiesa precedente.
Con la sua mole grandiosa in mattoni a vista, la fronte solenne, i fianchi irrobustiti dai contrafforti e la massa dell'abside semicircolare imponente come una fortezza, essa domina il paese da una posizione relativamente elevata, e colpisce per la semplificata eleganza delle linee architettoniche che ne fanno una delle più belle chiese della zona.

### Simboli
Lo stemma e il gonfalone sono stati concessi con decreto del presidente della Repubblica del 6 aprile 1987.
Stemma
Gonfalone

## Società

### Evoluzione demografica
Abitanti censiti

## Attualità
Il paese di Castelvisconti è balzato agli onori delle cronache italiane il 3 ottobre 2007, quando il Sindaco ha nominato con decreto il comico Beppe Grillo assessore alla Cultura ed allo Sport. Malgrado la nomina non sia mai divenuta operativa, le cronache dei giornali e tv si sono occupate per diverso tempo della notizia.
Nel 2008 una delibera di giunta la n. 68 dell'amm.ne Sindaco G.O. ha suscitato clamore prevedendo il rimborso del canone RAI ai lavoratori cassaintegrati o disoccupati, in mobilità o pensionati e alle famiglie meno abbienti e comunque a tutti coloro che sono in difficoltà a causa della crisi economica. La delibera n. 68 su denuncia di anonimi, e, su successiva segnalazione dell'attuale sindaco A.S. è stata impugnata presso la Corte dei Conti dal Procuratore della Repubblica. La Sezione Giurisdizionale della Corte dei Conti per la Regione Lombardia con sentenza n. 1/2012 ha ritenuto che non vi sia stato alcun danno erariale alle casse del Comune, mandando assolta l'amministrazione Sindaco G.O. dagli addebiti postulati nei suoi confronti.
., 

## Gli scavi a Cascina Motta

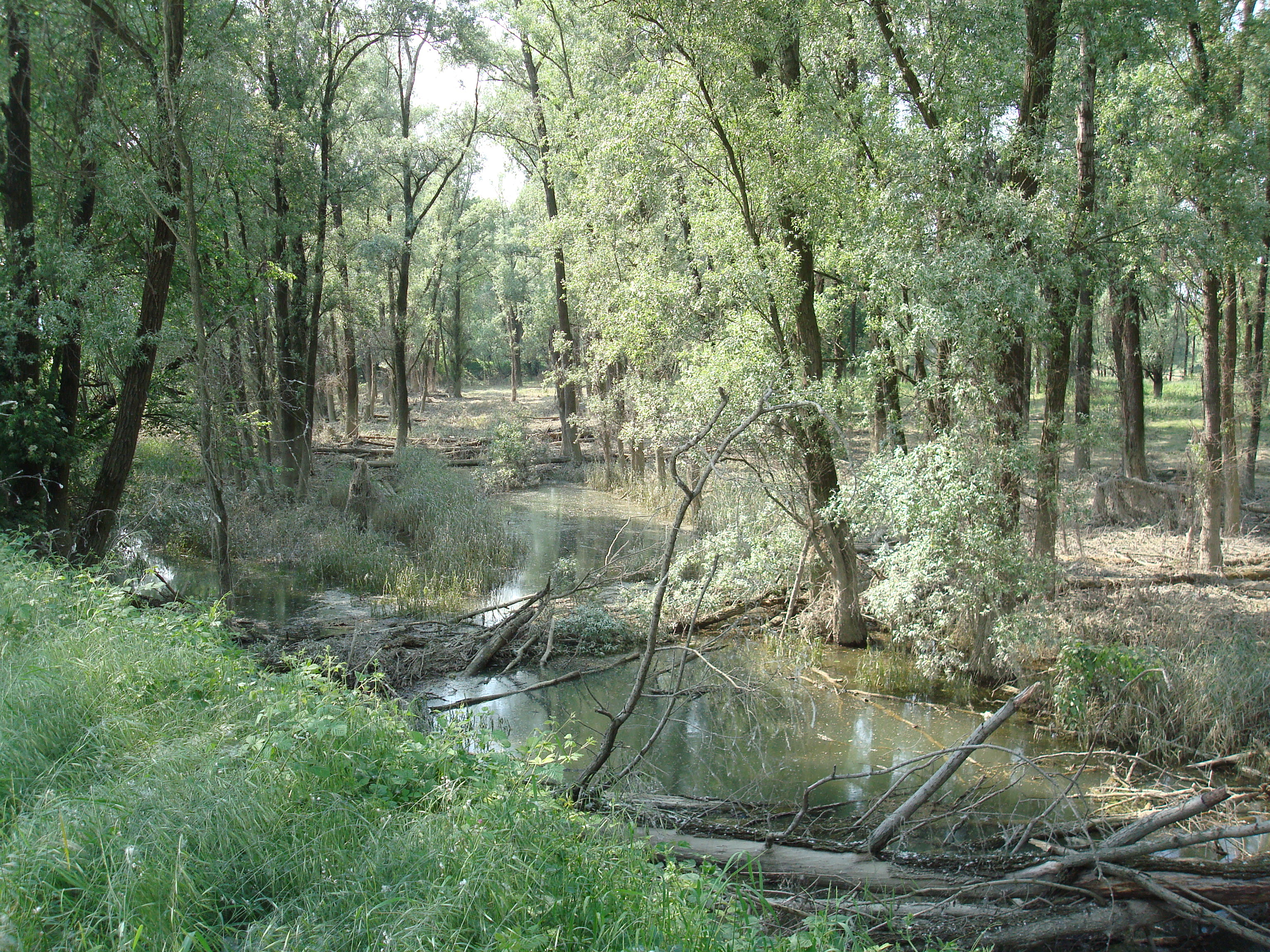
Lanche in territorio di Castelvisconti.

L'Ufficio Tecnico con lo Sportello Unico per le Imprese di Castelvisconti, all'inizio del 2006, hanno autorizzato la costruzione di un agriturismo con annesso laghetto zona umida e banca del germoplasma ai conduttori e proprietari di Cascina Motta. Gli scavi per la realizzazione del laghetto hanno avuto l'approvazione del Comune, della Regione Lombardia e del Parco Oglio Nord. La Provincia di Cremona ha fatto ricorso al Tar di Brescia (marzo 2007) perdendo la causa, definendo quegli scavi "una cava" ed uno "scempio ambientale". Il consiglio provinciale intero si è opposto al progetto.
Dai primi di marzo 2011 è attivo l'agriturismo, anche se non ultimato in tutte le parti.

## Il Parco fotovoltaico
Il 25 marzo 2006 è stato presentato al protocollo del comune di Castelvisconti un avveniristico progetto per la costruzione su un terreno ad uso agricolo, ma di scarso valore, di un impianto fotovoltaico con pannelli ad inseguimento solare, per la produzione di energia elettrica pulita, con la conservazione di coltivazioni agricole esistenti, in ossequio alle indicazioni dei legislatori nazionali e inerenti agli obblighi assunti in campo europeo per lo sviluppo entro il 2020 delle energie rinnovabili, il risparmio energetico e l'abbattimento dei gas serra.

## La frazione Campagna
È formata da cinque grossi cascinali con relative case padronali di pregio, alcune casette private e una chiesa con antistante un secolare piccolo santuario mariano. La chiesa intitolata alla "Madonna dei campi" è stata edificata nel 1955 su progetto di Amos Edallo e inaugurata dai Cavalieri dell'Ordine di Malta e donata alla parrocchia di Castelvisconti. La festività ricorre nel mese di maggio.

## Amministrazione
| Periodo | Periodo   | Primo cittadino  | Partito                                   | Carica                 | Note |
| ------- | --------- | ---------------- | ----------------------------------------- | ---------------------- | ---- |
| 1970    | 1985      | Mario Romanenghi | DC                                        | Sindaco                |      |
| 1985    | 1990      | Canzio Destefani | DC                                        | Sindaco                |      |
| 1990    | 1991      | Sandro Zani      | DC                                        | Sindaco, dimissionario |      |
| 1991    | 1994      | Alberto Sisti    | DC                                        | Sindaco, subentrante   |      |
| 1994    | 1999      | Alberto Sisti    | Lista Civica "Il nostro Paese"            | Sindaco                |      |
| 1999    | 2004      | Giacomo Ori      | Lista Civica "Insieme per Castelvisconti" | Sindaco                |      |
| 2004    | 2009      | Giacomo Ori      | Lista Civica "Insieme per Castelvisconti" | Sindaco                |      |
| 2009    | in carica | Alberto Sisti    | Lista Civica "Noi...per Castelvisconti"   | Sindaco                |      |

### Altre informazioni amministrative
Castelvisconti forma con Annicco, Azzanello, Casalmorano, Genivolta e Paderno Ponchielli l'Unione Lombarda Soresinese.